# Fourth Division (Hong Kong)
La Hong Kong Third Division League è stata la quarta divisione del campionato di calcio di Hong Kong. È stata disputata solo nella stagione 1955-1956, reintrodotta nel 2012-2013 è stata nuovamente soppressa nel 2014.
Organizzata dalla Hong Kong Football Association, le prime due classificate ottengono la promozione in Hong Kong Second Division League.

## Albo d'oro
- 1955-1956  Tai Wah